# یوس استلینگ
یوس استلینگ (انگلیسی: Jos Stelling)، (زاده ۱۶ ژولای ۱۹۴۵ در اوترخت) فیلم‌نامه‌نویس و کارگردان اهل هلند است.
اولین فیلم او ماریکن فان یومیخن محصول ۱۹۷۴ در بیست هشتمین دوره جشنواره فیلم کن حضور داشت. از دیگر فیلم‌های مهم او تردستی (۱۹۸۳) و هلندی سرگردان (۱۹۹۵) قابل اشاره هستند.
یوس استلینگ بنیان‌گذار جشنواره فیلم هلند در سال ۱۹۸۱ است.